# Адис Яхович
Адис Яхович (мак. Адис Јаховиќ, нар. 18 березня 1987, Скоп'є) — македонський футболіст, нападник «Крила Рад».

## Клубна кар'єра
Народився 17 грудня 1986 року в місті Скоп'є. Вихованець футбольної школи клубу «Влазрімі». Дорослу футбольну кар'єру розпочав 2005 року в основній команді того ж клубу, в якій провів лише два матчі чемпіонату, в яких забив два голи.
Протягом 2007 року грав за клуб «Македонія Гьорче Петров», але і там закріпитися не зумів.
На початку 2008 року перебрався в Боснію і Герцеговину, де тривалий час виступав за місцеві клуби «Желєзнічар», «Вележ» і «Сараєво».
Влітку 2011 року перейшов в швейцарський «Віль», що грав у Челлендж-лізі. В першому ж сезоні Яхович забив 16 голів у 29 іграх чемпіонату, ставши найкращим бомбардиром команди. Наступний сезон Адис розпочав ще краще забивши в 6 матчах чемпіонату 7 голів, чим зацікавив представника вищого дивізіону Швейцарії — «Цюрих», який взяв футболіста в оренду до кінця сезону. Проте у складі одного з найтитулованіших клубів країни Яхович закріпитись не зумів, зігравши лише 15 матчів чемпіонату, в яких забив 4 голи, після чого влітку 2013 року повернувся в «Віль».
Сезоні 2013/14 Адис розпочав знову у «Вілі» в Челлендж-лізі, забивши в 5 матчах 5 голів, після чого 1 вересня 2013 року був куплений полтавською «Ворсклою» за 200 тис. євро, підписавши з нею контракт за схемою 1+2.  Дебютував за полтавців в 1/16 Кубка України в переможному для своєї команди матчі проти «Волині». Перший м'яч за український клуб забив у домашній грі проти «Динамо». Цей м'яч виявився єдиним у матчі. 12 квітня 2014 року в матчі проти «Шахтаря» на 84 хвилині забив єдиний у грі м'яч, таким чином, в дебютному для себе сезоні, приніс перемогу своїй команді в двох іграх проти двох найсильніших колективів Прем'єр-ліги. 
Відпрацювавши однорічний контракт, залишив розташування полтавчан як вільний агент, заявивши, що сезон у Полтаві став  «найщасливішим періодом в ігровій кар'єрі».
У червні 2014 року перейшов в хорватську «Рієку», підписавши контракт за схемою 2+2.

## Виступи за збірну
14 листопада 2012 року дебютував в офіційних іграх у складі національної збірної Македонії в товариському матчі проти збірної Словенії, в якому відразу відзначився голом, допомігши своїй збірній перемогти з рахунком 3-2.
Наразі провів за збірну 5 матчів, в яких забив 1 гол.